# René Pucelle
Pour les articles homonymes, voir Pucelle.
René Pucelle, dit « l'abbé Pucelle » est un magistrat français né à Paris le 1er février 1655 et mort à Paris le 7 janvier 1745.

## Biographie
Second fils de Claude Pucelle, avocat au Parlement et de Françoise de Catinat (27 avril 1627 - 19 mars 1702), René Pucelle se trouvait être donc le neveu du célèbre maréchal de France, Nicolas de Catinat. 
Très tôt, il est en pension chez les Jésuites à la mort de son père. Étudiant la philosophie et la théologie à l’Université, il fait une courte carrière militaire sous l’impulsion de son oncle avant d’entreprendre des voyages en Italie et en Allemagne. 
De retour en France, il embrasse la magistrature, puis devient clerc, conseiller-clerc à la Grand Chambre du Parlement de Paris le 10 avril 1684 puis doyen en 1694. En 1713, il est nommé rapporteur à propos du Ratio discendi et docendi du père Joseph de Jouvency, auquel il s'oppose violemment aux règles de l'enseignement. 
En 1715, il est nommé membre du Conseil de Conscience par le Régent, mais voit sa réputation ternie par le soutien qu’il apporte au diacre Pâris dans la fameuse affaire des convulsionnaires de Saint-Médard en s'opposant à la bulle Unigenitus.
Jean-Baptiste-Honoré-Raymond Capefigue nous dépeint ainsi le truculent abbé : 

« Qui ne connaissait l'abbé Pucelle parmi les bourgeois de la rue de la Harpe près de Saint Severin ? René Pucelle abbé de Corbigny, conseiller clerc au parlement de Paris, neveu par les femmes du maréchal de Catinat, avait gardé comme une tradition les habitudes inquiètes l'esprit frondeur du maréchal, l'idole des parlementaires et des bourgeois. Fort instruit dans les études ecclésiastiques, l'abbé Pucelle avait quelquefois servi le roi pour l'enregistrement des édits mais avec des exigences de corps et d'opinions souvent fort importunes dans les questions ecclésiastiques il dominait le pouvoir et, en toute hypothèse, c'était un homme fort incommode, toujours disposé aux censures, aux médisances, véritables calamités pour les gouvernements. Ces ralliés qui restent boudeurs sont des auxiliaires fort importuns mieux vaut les avoir pour ennemis déclarés. »

Il se retire alors à l'abbaye Saint-Léonard de Corbigny en 1732, où il était abbé dès 1694. Dans son Dictionnaire historique et critique Louis Moréri juge que « ses mœurs étoient pures et douces. Sa sagesse toujours constante n’avoit point cet air d’autorité… ».
C'est lui qui demande à recevoir Dom Jean Thiroux dans on abbaye.

## Iconographie

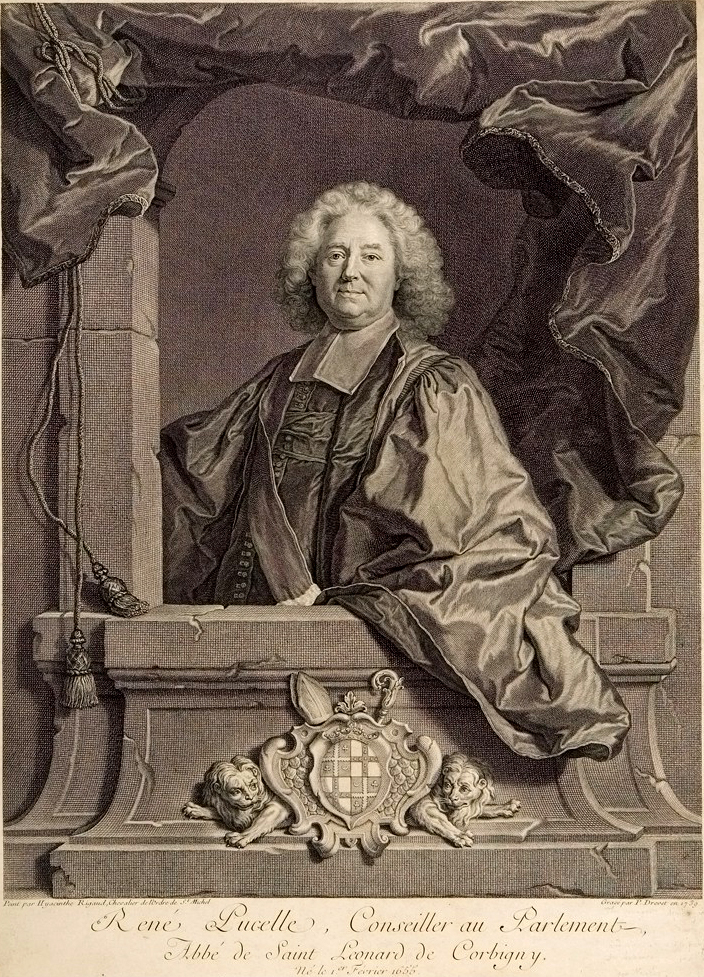
Pierre Imbert Drevet, René Pucelle, conseiller au Parlement, gravure d'après le tableau de Rigaud, 1739

Le portrait de René Pucelle a été peint par Hyacinthe Rigaud en 1721 pour 500 livres (« M. l’abbé Pucelle »). Il est actuellement conservé au musée national de Port-Royal des Champs à Magny-les-Hameaux. Un dessin fidèle appartenait à la Collection Prat (Rosenberg, 1990, no 36, p. 106, repr. p. 107).
Le tableau a été gravé par Pierre Imbert Drevet en 1739 puis par Étienne Ficquet.